# 基辅之星
基辅之星（羅馬化：Kyivstar）是一家乌克兰电信公司，在乌克兰提供基于广泛的固定和移动技术的通信服务和数据传输，包括4G（LTE）。
基辅之星的移动网络覆盖了乌克兰的所有城市，以及超过28000个农村居民点，所有主要的国家和地区路线，大多数的海，河海岸。截至2020年，基辅之星成为乌克兰最大的移动运营商和最大的宽带互联网供应商之一，为乌克兰约2600万移动客户和超过100万的宽带固定互联网客户（家庭互联网）提供服务。该公司拥有五个网络代码：67、68、96、97和98。
与主要的电信服务一起，基辅之星提供FMC服务（移动和固定通信的融合），数字解决方案——大数据，工业物联网，云，移动金融服务，开放API “基辅之星开放电信”等。该公司既独立实施这些产品，也与大型IT公司合作，包括微软。

## 概述
基辅之星是OTT电视领域的领导者之一，提供超过250个电视频道的接入。
基辅之星已经建立了乌克兰最大的通信基础设施——超过48000个基站。该公司使用其光纤网络，总长度为44000公里，带宽超过380Gbps。
基辅之星股份公司于1994年在乌克兰成立并注册，从1997年开始提供移动服务。该公司的总部位于基辅。基辅之星是国际电信集团VEON的一部分。VEON公司是一家总部设在荷兰的欧盟公司，在纳斯达克和EURONEXT上市，其投资者包括美国和欧洲以及世界各地的成千上万的股东。VEON没有，也从未有一个大股东或控股股东。
自2006年以来，基辅之星一直在实施其社会责任项目。
在2016年的结果之后，基辅之星成为29家乌克兰公司之一，根据美国咨询集团Deloitte，这些公司被列入中欧和东欧500家最大的公司。
2020年，根据《通讯员》杂志的报道，基辅之星成为乌克兰最昂贵的品牌，并成为乌克兰TOP100评级中的最佳雇主。它也被评为移动通信领域最大的年度公司。根据2020年和2021年的报告，基辅之星是通信和信息领域的公司中最大的纳税人。
在其活动中，该公司坚持采用最新技术。
亚历山大·科马洛夫自2018年12月起担任该公司总裁。

## 主要指标

### 覆盖率
截至2021年，它是乌克兰最大的移动运营商，为乌克兰约2620万移动客户和超过120万固定宽带客户提供服务。2021年，基辅之星继续在乌克兰各地建设4G网络，为90.3%的人口提供4G服务。特别的是，该运营商实施了一项计划，为所有具有国际重要性的高速公路提供高速移动互联网。

于2022年初：
- 90.3%的人口可以使用4G服务。

- 每个用户的数据流量消耗增加到7.1GB（2021年第四季度）。

- 2021年第四季度，基辅之星的电视用户的数量比2020年增加了59.6%。今天，来自乌克兰各地的691,000名用户使用该服务。

基辅之星在其整个覆盖范围内提供GSM通信服务，并在5大洲的189个国家进行漫游。
根据Ookla的研究，在2021年上半年，该运营商第三次成为移动互联网速度的领导者。随着4G的开始实施，基辅之星网络的平均数据下载速度几乎翻了一倍，从2018年的17.9 Mbps到2021年上半年的33.2 Mbps，这是乌克兰移动运营商中速率最高的。

### 财务指标
据该公司称，在2021年。
- 基辅之星的总收入达到了287.48亿乌克兰格里夫纳。

- 公司的主要利润带来了移动服务--267.12亿乌克兰格里夫纳（增长12.3%）。包括移动互联网服务190.92亿格里夫纳（增长18%）。

- 固定通信的收入--185.9亿乌克兰格里夫纳。(增长16%）。

- 本年度公司的资本投资额（不包括租赁和许可）达到48.51亿乌克兰格里夫纳。

- 移动用户的数量约为2620万。

- 固定线路用户数量为120万。

- 2021年向乌克兰预算支付的税款和付款金额超过102亿乌克兰格里夫纳，再次成为乌克兰电信运营商中最大的国家纳税人。

- 在这一年里，该公司在基础设施建设方面投资了55亿乌克兰格里夫纳。

### 号码容量
基辅之星使用五个网络代码——67，68，96，97，98，也在乌克兰许多城市的固定电话网络中拥有号码（例如，在波尔塔瓦有2000个号码为695xxx，696xxx的号码，在敖德萨有20000个号码为781xxxx，782xxxx的号码，直到2014年7月，在塞瓦斯托波尔有5000个号码为905xxx - 909xxx的号码。）

## 历史

### 1990年代和2000年代
该公司于1994年由伊戈尔-利托夫琴科创立，当时名为“桥”。随后，名称改为基辅之星。
1997年——启动移动网络。该公司于1997年12月9日开始提供移动服务。
1998年——在乌克兰首次提供短信服务。
2000年——在乌克兰首次提供使用WAP技术的移动互联网的接入。这一年，基辅之星向所有用户推出了网络内的免费来电服务（在市场上是第一次）。推出了互联网接入服务（包括WAP）。该公司成为第一个GSM银行运营商（StarCard）。为用户提供标准间的漫游服务。
2001年——按用户数量计算，基辅之星成为了乌克兰电信市场的领导者。
2002年——推出GPRS数据传输服务。基辅之星成为乌克兰第一个在所有欧洲国家都提供漫游服务的移动运营商。公司获得了国际质量体系ISO 9001:2000的认证。
在2003年秋天，取消了来电费。基辅之星赢得了欧洲市场研究中心（EMRC）的欧洲市场国际奖，乌克兰投资报承认基辅之星是乌克兰TOP100评级中最有活力的公司。
2004年，基辅之星首次在乌克兰展示了EDGE数据传输技术，成为乌克兰国家奥林匹克队的官方移动运营商，Kyivstar GSM公司债券的发行被认为是新兴国际市场的年度最佳金融交易。

### 2010年代
2010年10月21日，乌克兰电信运营商基辅之星和Beeline-Ukraine（CJSC Ukrainian Radio Systems和Golden Telecom）整合为一家公司的进程开始。合并后的公司以Kyivstar, djuice, Kyivstar-Business和Beeline品牌提供电信服务。据基辅之星公司称，运营商的合并过程在2012年底完成。
2013年，开始提供移动金融服务，尤其是移动支付服务，允许用户通过手机为银行卡充值和支付各公司的商品和服务。在Deloitte公司编制的中欧和东欧500强公司排名中，基辅之星位列第146位，是乌克兰移动运营商中最高的排名。
2014年8月11日，由于公司在Crimea due的办公室遭到武装袭击，基辅之星停止了在克里米亚的用户服务。
2015年2月，基辅之星宣布终止在顿涅茨克和卢甘斯克地区的电信服务。
2015年2月23日，基辅之星购买了属于第三代移动通信（3G）的UMTS标准的服务许可。根据招标条款，运营商承诺在招标后18个月内在乌克兰所有地区中心推出第三代网络，6年内在所有地区的中心和所有人口超过1万人的居民区推出第三代网络。
2015年4月，基辅之星开始提供3G服务。
2015年6月，公司进行了品牌重塑，引入了公司企业风格和价值观的变化，现在与运营商的新口号相符。”简单。创新。更好“。
2016年11月14日，是在美国证券交易所开放上市20周年，这是国际集团公司VEON历史上最重要的里程碑之一，其中包括国家电信运营商基辅之星。同一天，基辅之星在乌克兰率先推出了将移动、家庭互联网和电视服务结合在一起的服务”Kyivstar All Together“。
2017年3月23日，基辅之星启动了1800MHz频段的无线电频率改革，为电信市场的所有参与者提供发展4G通信的平等机会。
2017年4月25日，基辅之星宣布网络设备准备就绪，可以提供4G通信服务。为了实现网络现代化，该公司安装了基于Single RAN解决方案（单一无线电接入）的设备。该解决方案允许在基站的单一软件和硬件综合体内使用各种移动通信标准的设备，包括3G和4G。
2017年11月29日，乌克兰国家银行授予其子公司基辅之星（StarMoney LLC）支付基础设施运营商的权限。
2017年12月26日，基辅之星和乌克兰经济发展和贸易部签署了一份合作合同。根据该合同的条款，双方同意交换统计信息，以确定通过乌克兰领土的国内和外国游客的数量。获得的数据由该部用于发展旅游业和在外国和国内旅游市场推广乌克兰。
2017年12月27日，基辅之星开始将用户连接到Mobile-ID服务，该服务提供了电子识别的可能性，以接收电子服务。
2018年1月底，基辅之星被列入向乌克兰国家预算提供超过70%的所有收入的大型公司名单。
2018年1月31日，基辅之星获得了频率为2600兆赫的4G（LTE）的许可。
2018年3月6日，举行了下一次1800兆赫频段的频率许可拍卖。根据其结果，基辅之星以15.12亿乌克兰格里夫纳获得了这一范围内最多的频率。
2018年4月6日，基辅之星在乌克兰20个城市推出了2600MHz频段的4G通信服务。
2018年4月12日，基辅之星获得了1800MHz频段的4G牌照。
2018年7月1日，基辅之星开始在1800MHz频段提供4G服务。
2018年12月20日，基辅之星为整个乌克兰推出Mobile-ID服务。
2019年7月11日，基辅之星宣布准备自愿向国家转让900兆赫频段的部分无线电频率，以便其他缺乏频率的移动运营商可以通过招标获得这些频率。
2019年9月17日，基辅之星和微软宣布与微软在乌克兰推出联合云解决方案Azure Stack。Azure Stack云解决方案可以在本地数据中心实施Azure服务，为乌克兰的商业创新发展创造条件。
2019年12月17日，基辅之星成为乌克兰市场上第一个提出创造远程工作的技术解决方案的运营商。

### 2020年代
2020年3月5日，基辅之星与两家运营商一起开始在基辅Akademmistechko地铁站和通往Zhytomyrska站的隧道中使用1800MHz频段的频率提供4G通信服务。
截至2020年7月3日，高速互联网服务已经改善，使用了1800兆赫和2600兆赫频段的频率，在另外八个基辅地铁站和它们之间的隧道里提供网络。这些车站分别是Zhytomyrska、Sviatoshyn、Heroiv Dnipra、Minska、Obolon、Syrets、Dorohozhychy和Lukyanivska。从2021年5月开始，基辅之星的高速4G互联网将会在所有基辅地铁站提供。
2020年3月18日，基辅之星获得了在900MHz频段发展4G通信的许可，用于在乌克兰最偏远的居民区发展高速移动互联网。
2020年11月，基辅之星和乌克兰其他移动运营商改革了900兆赫无线电频率。这允许了在小城镇和农村地区发展高速移动互联网。

### 2022年俄乌战争期间的基辅之星
从2022年2月24日开始，从俄罗斯对乌克兰的军事侵略的新阶段开始，基辅之星实施了一些措施来支持社会和用户。该公司为客户提供了免费的通信服务，为慈善事业拨款1500万乌克兰格里夫纳，并提前支付了超过10亿乌克兰格里夫纳的税款。
对于预付费用户：
- 2,150万用户在网络内通话时，账户上的资金为零，而且没有付费的关税。

- 用户可以使用 “额外资金”服务，向账户订购额外的资金，不收取任何价钱。

对于合同用户和商业客户：
- 基辅之星已经增加了信用额度，这样客户就可以使用基本服务，而不需要给他们的账户充值。

- 对于使用固定服务（互联网、电话和数据传输）的商业客户，其账单的支付期限推迟30天。

- 基辅之星向企业和政府组织免费提供Star.Docs电子文件管理服务。[4]

对于漫游用户：
- 基辅之星提供了额外的250乌克兰格里夫纳作为国外通话和移动互联网的费用。这些费用给予所有被迫离开乌克兰前往9个欧洲国家之一的用户。波兰、罗马尼亚、匈牙利、斯洛伐克、摩尔多瓦、德国、意大利、立陶宛或捷克共和国。超过140万用户已经在头2周收到了这些费用。[5]

对于家庭互联网和基辅之星电视客户：
- 该公司为用户提供了使用速度高达80Mbps的固定互联网，而不需要付费的机会。[6]

- 基辅之星在乌克兰全国200多个防空洞提供免费Wi-Fi。[7]

- 该公司开放了Kyivstar TV在线电视平台的大部分内容的访问。同时，其他移动运营商的用户可以免费访问新闻频道和儿童内容。[8]

基辅之星积极支持国家和乌克兰社会，支持乌克兰的武装力量：
- 该公司提前将11亿乌克兰格里夫纳的所得税转入国家预算。

- 公司为“Come Back Alive”慈善基金拨款1000万乌克兰格里夫纳，为 “Your support”拨款500万乌克兰格里夫纳。
- 该公司创建了一个平台，为乌克兰军队的需求筹集资金。通过短号88009，基辅之星的用户在平台存在的前两周内获得了超过120万乌克兰格里夫纳。[10]

基辅之星与乌克兰国家紧急事务局合作，发送了超过1.5亿条短信，其中包括重要信息，特别是关于空袭警报期间的行动、急救等。
在2022年第一季度，基辅之星在通信发展方面投资了6.59亿乌克兰格里夫纳。而由于公司专家的昼夜工作，电信网络中95%的基站都在正常模式下工作。战争期间，该公司建造了100多个新的移动通信设施，并将乌克兰各城市的1150个防空洞连接到免费的互联网。
基辅之星与乌克兰其他的移动运营商、乌克兰数字转型部、乌克兰国家特殊通信和信息保护局、国家电子通信、无线电频谱和邮政服务领域监管委员会，以及乌克兰电信运营商协会 "Telas "一起推出了全国漫游服务。

## 企业社会责任
通过其企业社会责任战略，基辅之星在五个领域实施社会责任项目：数字包容，创新创业精神的发展，互联网安全，企业志愿服务，以及可持续发展的伙伴关系。该公司支持联合国可持续发展目标，并专注于目标4（优质教育），目标8（体面的工作和经济增长），目标9（创新和基础设施）和目标17（可持续发展的伙伴关系）。
2015年，基辅之星发起了社会和教育计划Make Your Mark，以支持有才华的学童、程序员、初创企业和年轻企业家。该倡议为在确切的学科中表现出最佳成绩的乌克兰学生提供支持：科学、技术，包括信息、工程、机器人和数学。
2017年8月8日，基辅之星开始为其用户提供免费访问Prometheus应用程序，这是一个开放的在线课程平台，提供来自乌克兰和外国最佳教师的免费教育课程选择。
2017年11月30日，基辅之星推出了Sharity社会平台，帮助慈善项目。作为这一举措的一部分，运营商向Tvoya Opora慈善基金会捐款160万乌克兰格里夫纳，为儿童心脏手术提供药品。
自2017年以来，基辅之星一直在与东欧最大的国际志愿者倡议GoGlobal合作，支持GoCamp教育项目。作为项目的一部分，乌克兰学生在多文化环境中学习外语和交流。基辅之星发起了互动式培训课程的开发，即创业和创新发展。该公司的专家，作为志愿者和导师为学生和教师组织培训网络研讨会。
2018年8月15日，在哈尔科夫、基辅和波尔塔瓦地区，基辅之星和乌克兰国家警察启动了”寻找儿童“联合项目。到2018年底，基辅之星将乌克兰所有地区连接到该服务。
2018年底，基辅之星与国际慈善基金会“乌克兰慈善交易所”一起发起了 "儿童的希望 "倡议，帮助患有心脏病和癌症的儿童。Kyivstar创建了一个透明的系统，使其用户能够通过短信快速和方便地进行慈善捐款。2021年，该项目的费用超过了800万英镑。这些资金被用于为乌克兰各地超过15家医院购买设备。
2019年9月，运营商推出了乌克兰第一所在线移动扫盲学校 “父母的智能手机”--为老一代人提供的互动视频课程，并提供信息宣传，以消除数字鸿沟，打破对技术的陈规定型观念。2020年12月，该项目获得了欧洲卓越奖的电信类奖项，同时也获得了乌克兰国家竞赛艾菲奖的公关类、企业声誉类的铜奖。
2020年2月11日，基辅之星与乌克兰数字转型部和儿童权利总统专员办公室一起，推出了一个教育门户网站”stop-sexting.in.ua“和一个信息活动”#не_ведись“。
在2019冠状病毒病大流行方面，基辅之星公司已经拨款3000万乌克兰格里夫纳，其中3000万乌克兰格里夫纳是慈善性的。该公司与Tvoya Opora慈善基金会合作，为乌克兰医院提供了10台呼吸机，20台病人监护仪，以及为30家支持医院的医务人员提供6851套可重复使用的防护服和55台氧气浓缩器。